# NGC 5098B
NGC 5098B (другие обозначения — MCG 6-29-78, ZWG 189.52, PGC 46515) — галактика в созвездии Гончие Псы.
Наблюдения с телескопа Чандра показали, что NGC 5098B лишена своей газообразной атмосферы и является вероятным источником возмущений в близлежайшей галактике NGC 5098A в виде выплескивания газа и нагрева активного галактического ядра.
Этот объект не входит в число перечисленных в оригинальной редакции «Нового общего каталога» и был добавлен позднее.